# Maraf
Maraf est un village du Cameroun situé dans le département du Mayo-Tsanaga et la Région de l'Extrême-Nord. Il fait partie de la commune de Mokolo et du canton de Boula.

## Population
En 2005, lors du recensement général de la population et de l'habitat, on y a dénombré 328 habitants.